# Браунлоу, Уильям Гэннэуей
Уильям Гэннэуей Браунлоу (англ. William Gannaway Brownlow; 29 августа 1805 — 29 апреля 1877) — американский издатель, проповедник-методист, писатель, военнопленный и политик, который служил 17-м губернатором штата Теннесси с 1865 по 1869 год, и сенатором от Теннесси с 1869 по 1875 год. Он добился известности в конце 1830-х и в начале 1840-х как активный политик-виг и противник сецессии. Его радикальные и бескомпромиссные взгляды сделали его одним из самых спорных фигур политической истории Теннесси и одним из самых одиозных политиков эпохи Реконструкции в США.

## Ранние годы
Первым из рода Браунлоу, переселившимся в Америку, был Уильям Браунлоу, который родился в Ольстере, в городе Марафелт в 1709 году и переехал в Вирджинию в 1731 году. Уильям Гэннэуей Браунлоу родился в Вирджинии в округе Уит в 1805 году. Он был старшим сыном Джозефа Браунлоу и Кэтрин Гэннэуей. Его отец был фермером, он родился в 1872 году в Вирджинии в округе Огаста и умер в 1816 году в теннессийском Блаунтвилле, а его жена скончалась через три месяца, оставив Уильяма сиротой в возрасте 10-ти лет. Уильяма и его братьев распределили по родственникам, при этом сам Уильям провёл всё детство со своим дядей Джоном Гэннэуеем. В 18 лет он отправился в Абингдон, где стал учиться столярному делу у своего другого дяди, Джорджа Уиннифорда.
В 1825 году Браунлоу присутствовал на лагерном собрании в Сульфур-Спрингс, где пережил духовное возрождение: по его словам, его оставили все тревоги, ожили все надежды и он обрёл полное счастье. Он бросил столярное дело и стал готовиться к карьере методистского священника. В конце 1826 года он посетил ежегодное собрание Методистской церкви в Абингдоне. Ему разрешили принять участие в проповеднической деятельности под руководством епископа Джошиу Соула. Браунлоу не получил формального образования, хотя и много читал. Он пришёл к выводу, что деятельность проповедника требует не столько хорошего образования, сколько религиозного рвения, эмоциональности и агрессивности.
Его первым заданием стало путешествие в Северную Каролину, где тогда быстро распространялся баптизм. Браунлоу сразу невзлюбил баптистов, их взгляды и риталы. В 1827 году его направили в теннессийский Меривилл, где были сильны позиции пресвитерианства, и где, по его словам, он часто подвергался нападкам пресвитериан. В 1828 году на него подали в суд за клевету, но он был оправдан. В 1831 году последовал второй иск со стороны баптистского проповедника, и Браунлоу был вынужден заплатить шатраф в $5.
В  1832 году Браунлоу был послан в Южную Каролину, где было много баптистов и противников таможенного закона (это были дни Таможенного кризиса); Браунлоу опубликовал памфлет в 70 страниц, осуждающий местных баптистов, из-за чего южнокаролинцы едва не повесили его. Браунлоу успел бежать на запад, и это столкновение впоследствии повлияло на его неприятие сецессионистского движения в Южной Каролине. Впоследствии он утверждал, что все противники таможенного закона были потомками бывших лоялистов, и что таких потомков лоялистов было в Южной Каролине больше, чем в любом другом штате.
К 1834 году он решил, что стал известным человеком, и люди должны знать его биографию, и составил автобиографию A Narrative of the Life, Travels, and Circumstances Incident Thereto, of William G. Brownlow, которая была опубликована в виде приложения к его более крупному труду, Helps to the Study of Presbyterianism: Or, An Unsophisticated Exposition of Calvinism, with Hopkinsian Modifications and Policy, with a View to a More Easy Interpretation of the Same. В биографии он перечислил все нападки в свой адрес и дал на них ответы. Он писал, что не является великим человеком и не желает быть таковым. Его биограф Мелтон Култер писал, что при всём этом Браунлоу явно обладал жаждой власти.

### Статьи
- James C. Kelly. William Gannaway Brownlow, Part I (англ.) // Tennessee Historical Quarterly. — Tennessee Historical Society, 1984. — Vol. 43, iss. 1. — P. 25-43.
- James C. Kelly. William Gannaway Brownlow, Part II (англ.) // Tennessee Historical Quarterly. — Tennessee Historical Society, 1984. — Vol. 43, iss. 2. — P. 155-172.
- Wilson D. Miscamble and William G. Miscamble. Andrew Johnson and the Election of William G. ("Parson") Brownlow As Governor or Tennessee (англ.) // Tennessee Historical Quarterly. — Tennessee Historical Society, 1978. — Vol. 37, iss. 3. — P. 308-320.